# اولدژیخ ماخاچ
اولدژیخ ماخاچ (چکی: Oldřich Machač؛ ۱۸ آوریل ۱۹۴۶ – ۱۰ اوت ۲۰۱۱) بازیکن هاکی روی یخ اهل چکسلواکی بود.
وی در مسابقات کشوری و بین‌المللی در مجموع برندهٔ ۲ مدال نقره، ۱ مدال برنز شده‌است.